# 槍嘴翼龍屬
槍嘴翼龍屬（學名：Lonchodectes）是翼龍目的一屬，化石發現於英格蘭的數個地層，大多數來自於東南部肯特郡，地質年代相當於白堊紀晚期的土侖階，部分化石可能來自於白堊紀早期的凡藍今階。槍嘴翼龍是在20世紀初期被命名，但早期研究歷史中，常被歸類於鳥掌翼龍的一個種。直到大衛·安文（David Unwin）在最近20年的研究，槍嘴翼龍再度被認為是獨立屬，但目前還沒有被普遍接受。近年有許多零碎化石被建立為個別種，過去多屬於其他屬。槍嘴翼龍與許多英格蘭、巴西的白堊紀早期翼龍類，有交錯、複雜的分類歷史，例如︰古魔翼龍、殘喙翼龍、鳥掌翼龍、Amblydectes、以及槌喙龍與脊頜翼龍。

## 發現與命名歷史

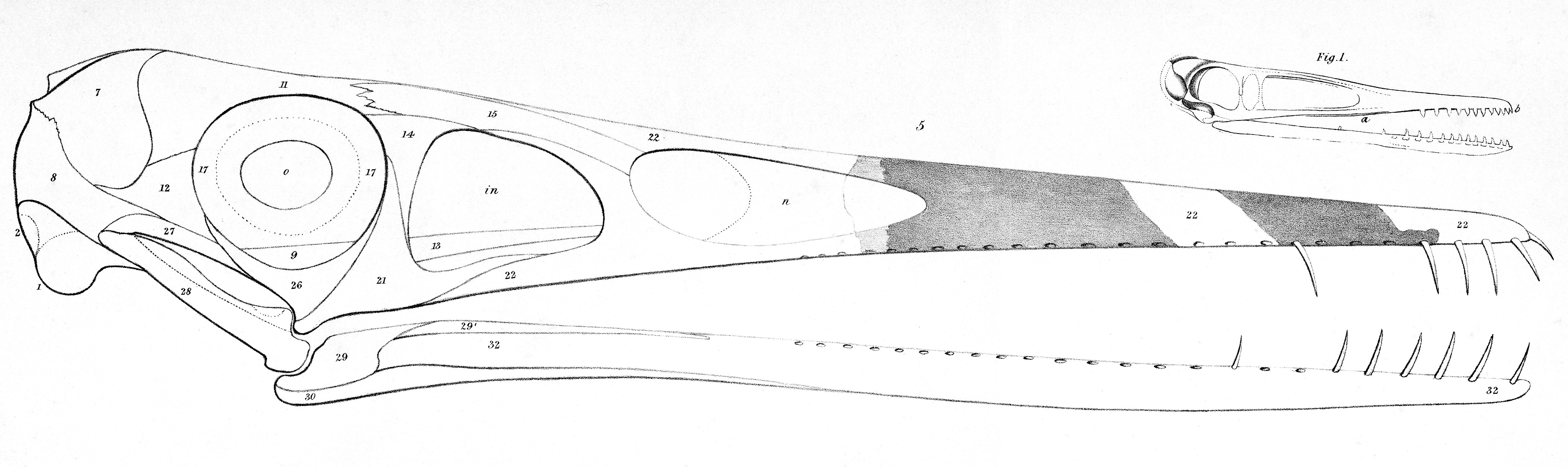
模式標本的化石部位(灰色)示意圖，繪製於19世紀

正模標本（BMNH 39410）是一個部分上頜，發現於英格蘭肯特郡，地質年代為白堊紀晚期的土侖階。在1851年，古生物學家理查·歐文將這個化石歸類於翼手龍屬的一個種，P. compressirostris。在1870年，哈利·絲萊（Harry Govier Seeley）將這個種改歸類於鳥掌翼龍，成為O. compressirostris。在1914年，雷金纳德·胡利（Reginald Walter Hooley）重新研究鳥掌翼龍時，將這個種建立為新屬，模式種是Lonchodectes compressirostris。屬名是由「長槍」與「咬人的動物」所構成。自從被建立為獨立屬後，槍嘴翼龍仍多被視為鳥掌翼龍的一個種，甚至是鳥掌翼龍的模式種。
雷金纳德·胡利命名槍嘴翼龍時，將兩個種也歸類到這個新屬，這兩個種都是先後被歸類於翼手龍屬、鳥掌翼龍。L. giganteus，化石是頜部碎片，生存年代是森諾曼階。L. daviesii，化石也是頜部碎片，生存年代是阿爾比階。
自從大衛·安文（David Unwin）在最近20年的研究，槍嘴翼龍再度被認為是獨立屬，而許多翼手龍屬、鳥掌翼龍的種，被改歸類於槍嘴翼龍。L. sagittirostris的化石是一個下頜碎片，發現於東薩塞克斯郡的黑斯廷斯，地質年代可能是白堊紀早期的凡藍今階到豪特里維階交界；以及L. platystomus都在2000年被改歸類於槍嘴翼龍。在2003年，L. machaerorhynchus、L. microdon也被歸類於槍嘴翼龍，兩者都是發現於劍橋海綠石砂的零碎化石，地質年代為白堊紀早期的阿爾比階 。在大衛·安文的2006年研究中，將這五個種列為有效種。

## 分類

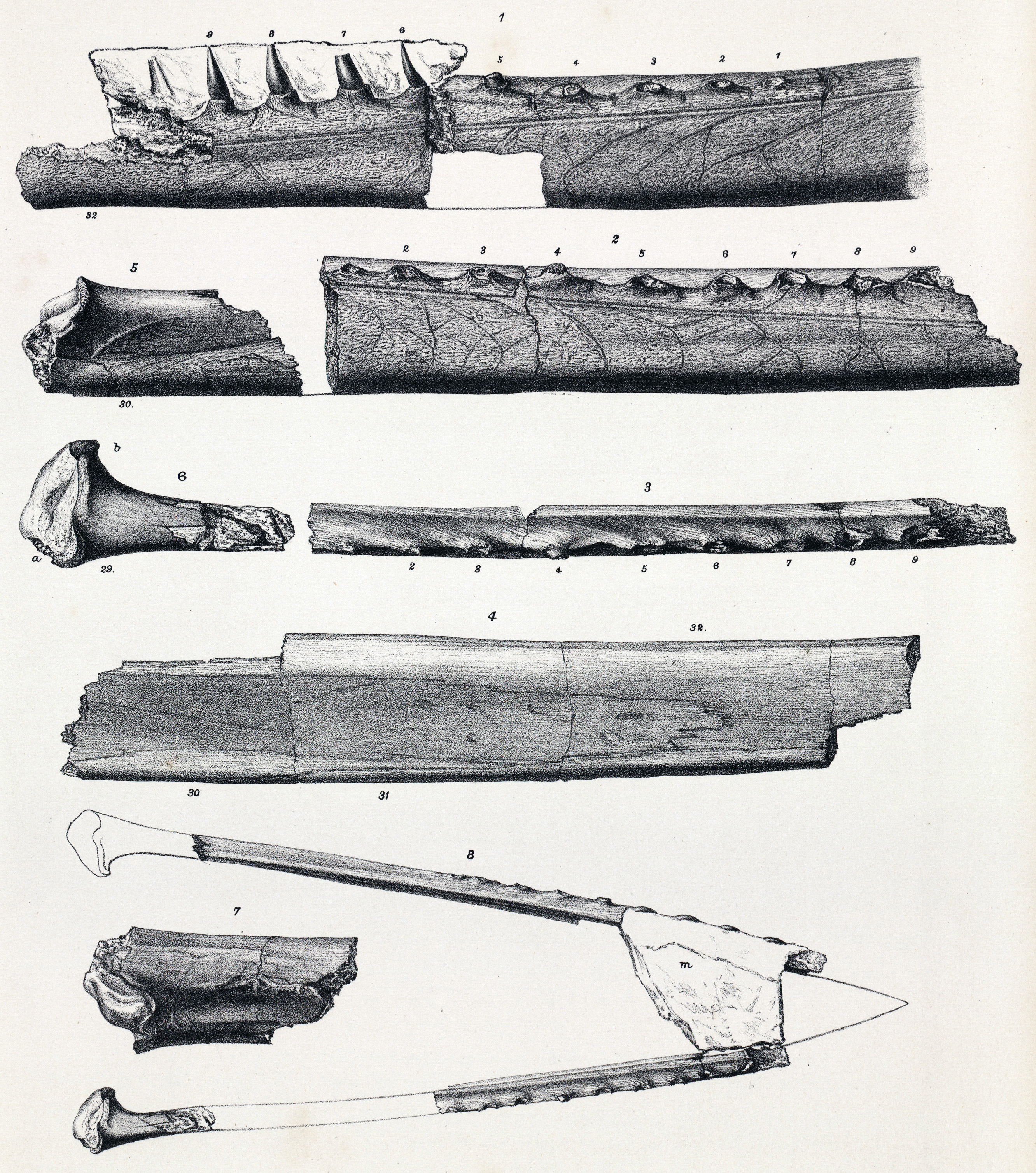
L. sagittirostris的標本，目前是可疑種

槍嘴翼龍的化石零碎，因此並沒有被普遍接受為有效屬。彼得·沃爾赫費爾（Peter Wellnhofer）在1991年出版的翼龍類科普書籍《The Illustrated Encyclopedia of Pterosaurs》，將槍嘴翼龍視為鳥掌翼龍的一種，而且是其模式種，其中對鳥掌翼龍的大部份描述，其實是根據槍嘴翼龍的化石。在2003年，大衛·安文建立槍嘴翼龍科（Lonchodectidae），以包含槍嘴翼龍屬；並將槍嘴翼龍科歸類於梳頜翼隆超科。之後在2006年，大衛·安文將槍嘴翼龍科改歸類於神龍翼龍超科；神龍翼龍超科也包含神龍翼龍科、古神翼龍科。

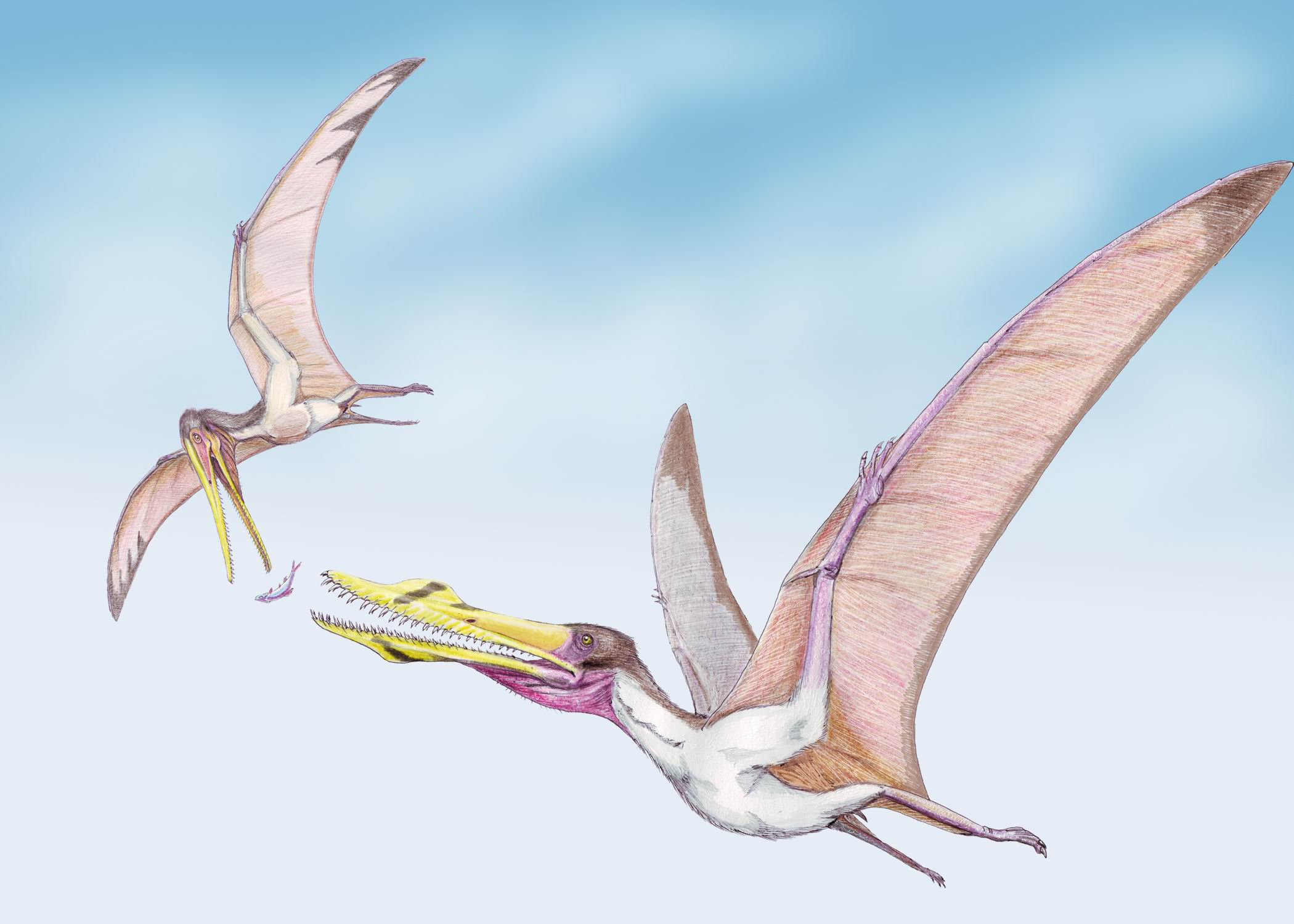
槍嘴翼龍被鳥掌翼龍攻擊

## 古生物學
槍嘴翼龍的翼展估計約2公尺。上頜、下頜扁平，嘴部具有許多短牙齒。頜部與牙齒形狀類似年代較早的翼手龍屬。大衛·安文推測槍嘴翼龍是種無特定食物來源的動物，如同現代海鷗。某些種的下頜具有中線隆脊。

## 外部連結
- Upper Cretaceous species of Lonchodectes (scroll down), The Pterosaur Database. Accessed 2007-02-10
- Upper Cretaceous species of Lonchodectes (scroll down), The Pterosaur Database. Accessed 2007-02-10
- Re: Pterosaur Help （页面存档备份，存于）, a posting from George Olshevsky on the Dinosaur Mailing List, which, although incomplete, should give some idea as to the complexity of the taxonomy here. Additional, even more dubious species are included. Accessed 2007-02-10